# Art Welch
Art Welch (Kingston; 16 de abril de 1944) es un exjugador de fútbol jamaiquino que jugó en la North American Soccer League y la Major Indoor Soccer League.

## Selección nacional
Jugó tres partidos con la selección de Jamaica durante las eliminatorias para la Copa del Mundo de 1966, que terminó en tercer lugar en la ronda final. 

## Clubes
| Club                 | País           | Año       |
| -------------------- | -------------- | --------- |
| Cavalier SC          | Jamaica        | 1964-1967 |
| Baltimore Bays       | Estados Unidos | 1967-1969 |
| Atlanta Chiefs       | Estados Unidos | 1969-1973 |
| San Jose Earthquakes | Estados Unidos | 1973-1975 |
| San Diego Jaws       | Estados Unidos | 1976      |
| Vancouver Whitecaps  | Canadá         | 1976      |
| Washington Diplomats | Estados Unidos | 1977-1979 |
| Wichita Wings        | Estados Unidos | 1979-1980 |
| San Francisco Fog    | Estados Unidos | 1980-1981 |

## Palmarés

### Títulos nacionales
| Título                              | Equipo               | País           | Año  |
| ----------------------------------- | -------------------- | -------------- | ---- |
| North American Soccer League Indoor | San Jose Earthquakes | Estados Unidos | 1975 |